# Formació del Horseshoe Canyon

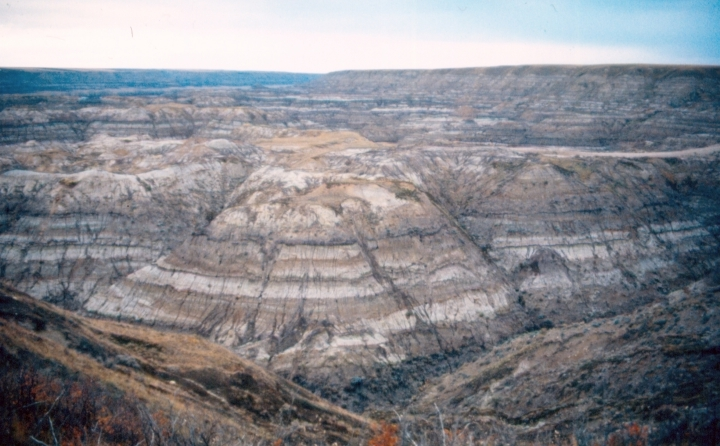
Horseshoe Canyon Formation a Horsethief Canyon (Alkberta)

La formació del Horseshoe Canyon, en anglès:Horseshoe Canyon Formation, és una formació geològica i una unitat estratigràfica de la Conca sedimentaria del Canadà occidental al sud-oest d'Alberta. Pren el nom del Horseshoe Canyon, una zon a de badlands prop de Drumheller.
La Horseshoe Canyon Formation és part de l'Edmonton Group i fa fins 230 m de gruix. La seva edat és del Cretaci tardà, del Campanià fins al Maastrichtià primerenc i està composadaper pedra fangosa,pedra sorrenca, pissarra carbonàcia i bandes de carbó. Hi ha representats una gran varietat de ambients incloent planes d'inundació, cnala d'estuaris i aiguamolls de carbó.

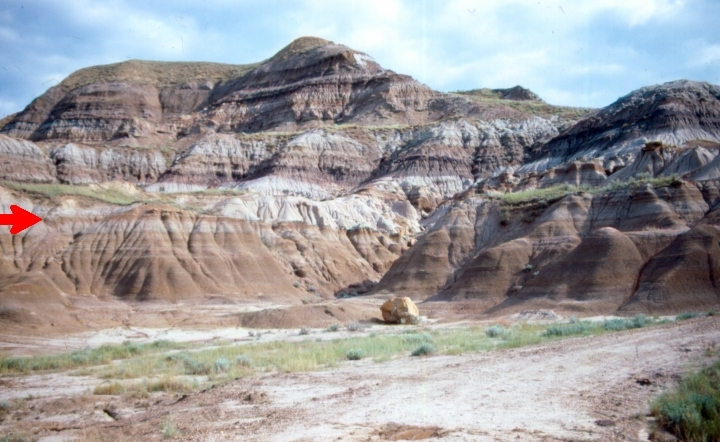
Contacte (fletxa vermella) entre pissarres marines.

Els dinosaures trobats a la Horseshoe Canyon Formation inclouen Albertavenator, Albertosaurus, Anchiceratops, Anodontosaurus, Arrhinoceratops, Atrociraptor, Epichirostenotes, Edmontonia, Edmontosaurus, Hypacrosaurus, Ornithomimus, Pachyrhinosaurus, Parksosaurus, Saurolophus, i Struthiomimus. Entre els mamífers trobats es troben Didelphodon coyi.
S'hi han format dipòsits de petroli.